# Musique industrielle
Genres dérivés
Dark ambient, electronic body music, électro-industriel, metal industriel, Neue Deutsche Härte, rock industriel, intelligent dance music, martial industrial, drone metal
La musique industrielle est un style de musique électronique aux thèmes transgressifs et provocateurs. Le terme apparaît au milieu des années 1970, à la suite de la fondation du label Industrial Records par le groupe Throbbing Gristle, et l'apparition du slogan « musique industrielle pour peuple industriel. ». AllMusic définit la musique industrielle comme « une fusion abrasive et agressive de rock et de musique électronique » ; « initialement un mélange d'expérimentation électronique d'avant-garde (musique concrète, synthétiseurs, séquenceurs, etc.) et d'un style provocateur similaire au punk. »
Les premiers musiciens du genre ont fait l'expérimentation de bruits accompagnés de sujets controversés, musicalement et visuellement, comme le fascisme, les tueries en série, et l'occultisme. Leur production ne se limite cependant pas qu'à la musique, mais implique également d'autres styles artistiques comme l'art postal, la performance, et l'installation. Les musiciens les plus importants de la musique industrielle incluent Throbbing Gristle, SPK, Boyd Rice, Cabaret Voltaire, et Z'EV. Les précurseurs ayant aidé au développement de ce genre musical impliquent des groupes de musique électronique tels que Kraftwerk, des groupes de rock expérimental tels que The Velvet Underground et Frank Zappa, des musiciens de rock psychédélique comme Jimi Hendrix, et des compositeurs comme John Cage. Les musiciens s'inspirent également de romanciers comme William S. Burroughs et philosophes comme Friedrich Nietzsche.
Initialement, le terme en lui-même s'applique au groupuscule d'artistes signé au label Industrial Records dans les années 1970, puis s'élargit pour définir par extension une musique aux aspects « industriels. » Ces musiciens élargissent le genre en repoussant les limites bruitistes puis tirés dans l'électronique. Au fil du temps, sa popularité s'accroit et le genre musical s'étend vers des sonorités ambient et rock, actuellement attribuées à la musique post-industrielle. L'électro-industriel est le premier sous-genre développé dans les années 1980. Les deux autres genres hybrides notables incluent le rock industriel et le metal industriel, joués par des groupes tels que Nine Inch Nails et Ministry, dont les albums sont certifiés disques de platine durant les années 1990. Ces trois genres peuvent être simplement appelés industriel.
En France, la musique industrielle est représentée par des groupes comme Die Form, Étant donnés, Punish Yourself et Le Syndicat ou par des compositeurs tels que Jean-Marc Vivenza.

## Histoire

### Précurseurs

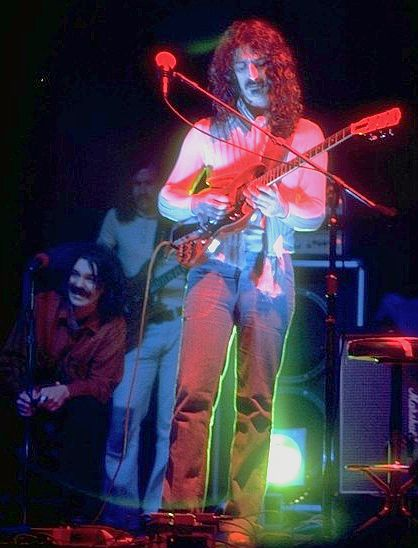
Frank Zappa et Captain Beefheart en 1975 sont des sources d'inspiration pour Genesis P-Orridge et Z'EV.

La musique industrielle puise ses origines de par de nombreuses sources, dont le manifeste futuriste de Luigi Russolo "L'Art Des Bruits"(1913) & de la Musique Concrète des années 1940. Alexei Monroe note l'influence particulière de Kraftwerk dans le développement de la musique industrielle car étant le « premier groupe à incorporer des sonorités de types industriels dans une musique électronique. » La musique industrielle est à l'origine créée par l'utilisation de machines électriques et de synthétiseurs, puis par la suite de samplers et de percussions électroniques au fur et à mesure du temps. Monroe note également le groupe Suicide comme inspiration pour les musiciens du genre. Les sources d'inspiration cités par les premiers musiciens de la musique industrielle incluent The Velvet Underground et Martin Denny. Genesis P-Orridge de Throbbing Gristle détenait une collection de cassettes audio orientées Master Musicians of Jajouka (en), Kraftwerk, Charles Manson, et William S. Burroughs. P-Orridge s'inspirait de la musique rock des années 1960 comme The Doors, Pearls Before Swine, The Fugs, Captain Beefheart, et Frank Zappa lors d'une entrevue en 1979.
Chris Carter s'inspirait également de Pink Floyd et Tangerine Dream. Boyd Rice est influencé par Lesley Gore et ABBA. Z'EV explique s'être inspiré d'artistes comme Christopher Tree (Spontaneous Sound), John Coltrane, Miles Davis, Tim Buckley, Jimi Hendrix, et Captain Beefheart, et de musiques tibétaine, javanaise, indienne et africaine dans sa carrière artistique. Cabaret Voltaire expliquent s'être inspiré de Roxy Music et de l'album Trans-Europe Express de Kraftwerk. Cabaret Voltaire a également enregistré des morceaux qui rappellent la musique concrète et des compositeurs tels que Morton Subotnick. Nurse With Wound cite une longue liste de musiques improvisées obscure, et de titres de Krautrock. 23 Skidoo s'inspire de Fela Kuti et de l'album On the Corner Miles Davis. Nombre de groupes industriels, dont Einstürzende Neubauten, s'inspirent des musiques du monde.
D'autres compositeurs du genre préfèrent privilégier des comédiens et penseurs, plutôt que des musiciens, comme sources d'inspiration. Simon Reynolds explique qu'« être un fan de Throbbing Gristle, c'était comme s'inscrire dans une classe universitaire d'extrémisme culturel. » John Cage est la principale inspiration de Throbbing Gristle. Le groupe SPK s'inspirait de Jean Dubuffet, Marcel Duchamp, Jean Baudrillard, Michel Foucault, Walter Benjamin, Marshall McLuhan, Friedrich Nietzsche, et Gilles Deleuze. Cabaret Voltaire s'inspire de Burroughs, J. G. Ballard, et Tristan Tzara. Whitehouse et Nurse with Wound doivent leurs œuvres musicales au Marquis de Sade ; ce dernier s'inpirait également du Comte de Lautréamont. L'album Metal Machine Music de Lou Reed a également inspiré l'aspect industriel de ce genre musical.

### Industrial Records
La phrase « Musique industrielle pour peuple industriel. » (Industrial Music for Industrial People) est à l'origine crédité par Monte Cazazza en tant que slogan pour le label discographique Industrial Records, fondé par le groupe de performers extrêmes britanniques Throbbing Gristle. La première vague de la musique industrielle émerge avec Throbbing Gristle (originaire de Londres), Cabaret Voltaire (originaire de Sheffield), et Boyd Rice (sous le nom de NON ; originaire des États-Unis. Throbbing Gristle joue pour la première fois en 1976, et influence le groupe musical originaire de Kingston-upon-Hull, COUM Transmissions. COUM est à l'origine un groupe de rock psychédélique, mais les membres décrivent leurs œuvres comme de la performance artistique dans le but d'attirer l'attention du Conseil des arts de Grande-Bretagne. COUM se composait de P-Orridge et Cosey Fanni Tutti. Le groupe se renomme Throbbing Gristle en septembre 1975, un argot britannique désignant une érection pour se consacrer à la musique et ainsi élargir son audience,,. Se posant en reporters du réel, leur musique se veut un reflet sans faille d'un monde perçu comme en pleine décadence.
Le chanteur de Throbbing Gristle, Genesis P-Orridge, explique que l'origine du mot « industriel », se réfère à l'industrie de la musique, à l'industrialisation de notre monde mais aussi à ce qui opère sur nous, ce qui nous contrôle. Le « blues » est né de l'esclavagisme. Mais personne ne se pose la question de savoir ce qui  produit cet esclavage donc le « blues ». Il suffit de se poser la question et de relire le mot «industriel» pour en comprendre son origine. Il suffit de suivre le regard du chanteur de « blues » non pas vers la profondeur de ce qu'il ressent mais vers cette maison « Victorienne » qui contrôle sa vie. Dans la continuité des performances de COUM, Throbbing Gristle se distingue par une imagerie violente et subversive (projection d'images insoutenables, de pornographie, d'uniformes nazis...) qui fait sa renommée. Le local où ils vivent et créent leur musique, une usine désaffectée située dans le lugubre secteur de l'East End londonien, est baptisé « Death Factory » (littéralement « Usine de mort »), un surnom du Camp d'Auschwitz ; le logo d'Industrial Records sera d'ailleurs une photo non identifiée de la cheminée de ce camp. Parallèlement, dès 1977 aux États-Unis, les groupes Pere Ubu et Devo développent un concept similaire et participent à sa diffusion en se qualifiant respectivement de « folk industriel » et de « groupe industriel des années 1980 ».
Rapidement d'autres groupes se rallient à la mouvance industrielle, dont certains avaient précédé la conceptualisation du mouvement. Parmi ceux-ci, l'un des plus remarquables est sans doute Cabaret Voltaire. Également d'origine anglaise, apparu en 1974 dans une mouvance post-punk, ce groupe s'est intéressé au détournement de sons et de discours, au travail sur bandes magnétiques, dans une approche dadaïste de collage sonore. De 1978 au début des années 1980, de multiples formations rattachées au courant industriel font leur apparition, principalement au Royaume-Uni mais également dans d'autres pays. Parmi les principaux on peut citer 23 Skidoo, Premature Ejaculation, SPK, Nurse With Wound, Whitehouse, Vivenza et Esplendor Geométrico. Throbbing Gristle se sépare en 1981. Poursuivant le travail entrepris dans des directions variées, ses anciens membres fonderont d'autres projets avec plus ou moins de succès sur le plan commercial mais souvent avec les hommages de la critique musicale. Parmi ceux-ci on peut citer Coil, Psychic TV ou Chris and Cosey. Une compilation nommée The Industrial Records Story 1976-1981, sortie sur Illuminated Record en 1984 réunit les artistes majeurs du label : Throbbing Gristle, Monte Cazazza, Leather Nun, Rental'Leer, SPK, Cabaret Voltaire, Elizabeth Welch, Clock DVA, Dorothy et William Burroughs. Assez rapidement, les groupes pionniers de la scène industrielle connaissent une nette évolution au niveau des thèmes abordés, en passant d'une simple imagerie hideuse et cauchemardesque à une « fascination néopaïenne pour la magie occulte et les arcanes mystiques. »

### Essor de la scène
Les groupes Clock DVA, Nocturnal Emissions, Whitehouse, Nurse With Wound et SPK émergent rapidement. Whitehouse tente de jouer « la musique la plus brutale et extrême de tous les temps », un style qu'ils nommeront power electronics. Un premier collaborateur avec Whitehouse, Steve Stapleton, forme Nurse with Wound, caractérisée par des sonorités bruitistes et collages sonores. 23 Skidoo, comme Clock DVA, fusionne musique industrielle à de la danse musicale africaine. Participant au WOMAD Festival en 1982, le groupe se compare aux gamelans indonésiens. En Amérique du Nord, des événements similaires prennent place. À San Francisco, Monte Cazazza débute dans la composition de musique bruitiste. Boyd Rice fait paraître de nombreux albums bruitistes axés cacophonies et sonorités répétitives. À Boston, Sleep Chamber (en) et d'autres musiciens originaires d'Inner-X-Musick (en) commencent à expérimenter et mélanger musique bruitiste et premières sonorités d'EBM. En Italie, les œuvres musicales de Maurizio Bianchi au début des années 1980 partageaient un aspect sonore similaire. En Allemagne, Einstürzende Neubauten mixe percussions metal, guitares, et des sons de type marteau-piqueurs.
Plus tard, à la suite de la séparation de Throbbing Gristle, P-Orridge et Christopherson fondent Psychic TV et signent avec un label majeur.

## Caractéristiques
Il s'avère difficile de donner une définition précise de la musique industrielle en tant que genre musical ; les principaux groupes se sont évertués à traverser les grands courants musicaux : de l'« anti-musique » au rock en passant par des orchestrations symphoniques ou plus électroniques et acoustiques. Laibach, SPK et Test Dept sont de bons exemples de cette transversalité musicale. Pour beaucoup d'artistes industriels, il ne s'agit en effet pas d'être identifiable à une étiquette, mais bien d'utiliser des étiquettes existantes pour diffuser une idée ou un concept. En ce sens, on peut être amené à parler de « culture » industrielle plutôt que de « musique ».[réf. souhaitée] Le titre de l'ouvrage de référence de la scène industrielle Industrial Culture Handbook (littéralement Manuel de la culture industrielle) est une bonne illustration de cette idée. La musique industrielle des débuts se distingue surtout par ses auteurs, la recherche artistique au travers de performances extrêmes, une attitude et un message hautement provocateur. La plupart des fondateurs de l'industriel ne sont pas spécialement musiciens, mais plutôt des intellectuels et des artistes performers, cherchant à secouer par un discours engagé un carcan social ou politique. Ainsi, leur production, loin de se limiter à la seule création musicale, incluait également d'autres formes artistiques comme la performance artistique ou l'usage d'installations, l'art postal, entre autres.
La scène industrielle se caractérise notamment par l'absence de leader patenté ou de mentor, les artistes ou les groupes travaillant sur des thèmes proches, raison pour laquelle on parlera facilement de « culture industrielle ». Jon Savage retient trois points communs à tous les acteurs de la scène, sous-tendus par les omniprésentes idées de subversion et de transgression :
- Organisation autonome : Choix de créer ses propres réseaux de fabrication et de diffusion. Inutile de passer par des compagnies de disques officielles.
- Accès à l'information :  « Guerre de l'information » signifie que la lutte pour le contrôle n'est plus physique (conquérir un pays) mais liée à la communication. Le mouvement prête ainsi une attention toute particulière aux techniques de dissémination et de propagande de l'information.
- Utilisations de sons synthétisés et de l'« anti-musique » : Recherche musicale poussée afin de recréer l'ambiance sonore de notre monde actuel par l'utilisation de sons synthétisés et non musicaux a priori.
- Utilisations d'éléments extra-musicaux : Intégration d'éléments littéraires, philosophiques, spirituels, sexuels, de vidéos lors  des concerts, dans les disques, livrets accompagnant les disques, etc.
- Tactiques de chocs : Utilisations d'éléments oppressifs lors de concerts (infrabasses, arcs électriques, verre pilé, murs sonores) afin de montrer le conditionnement des personnes et leur capacité à supporter de telles attaques. Cabaret Voltaire, Throbbing Gristle, SPK provoquaient volontairement les spectateurs dans ce sens.

L'un des apports fondamentaux de la musique industrielle (et de la scène post-industrielle) est l'utilisation transversale des supports de diffusion, en particulier des médias de masse, mais appliquée paradoxalement à des idées et des créations souvent plus que confidentielles. Ainsi les tirages de disques dépassent très rarement les 1000 exemplaires, ce qu'on peut justifier par le coût élevé de production pour les artistes mais aussi par la volonté délibérée des acteurs du mouvement de rester confidentiels, notamment dans certains cas  en multipliant les pseudonymes utilisés sur les disques par les mêmes artistes ou groupes, alors même que la notoriété déjà acquise pourrait permettre d'assurer le succès des ventes ultérieures (voir par exemple le cas de Coil), une caractéristique plus tard partagée avec de nombreux acteurs de la scène techno. La scène post-industrielle sera aussi influencée par quelques personnages mythiques occultes et dangereux : Aleister Crowley (sorte de mage occulte moderne), Austin Osman Spare (sorte de chamane), le tueur en série Charles Manson. Les relations avec les milieux occultistes entretenues par certains artistes post-industriels ont ainsi eu un apport concret en termes musicaux, dans la mesure où ils se sont intéressés au caractère ritualiste de certaines musiques, ainsi qu'à leurs potentialités en tant que support de concentration dans une pratique occulte. Un certain nombre de groupes, dont le plus connu est sans doute Coil, revendiquent une authentique dimension magique dans leur musique (souvent des pratiques de Magie du Chaos). La scène industrielle et post-industrielle a gardé les grandes thématiques de ses prédécesseurs ; en cela, elle reste une culture populaire mais pas au sens commercial du terme ni au sens politique mais au sens de ce qui fait folklore dans la société moderne.

## Sous-genres et genres associés
Le terme même de musique industrielle pose aujourd'hui un vrai problème de terminologie, tant le champ d'expérimentation s'est élargi, faisant se côtoyer des expérimentateurs acharnés ne cédant en rien à la facilité, aussi bien que des artistes beaucoup plus accessibles, constituant une branche presque mainstream de ce mouvement. Malgré tout, on peut reconnaître une parenté entre ces différentes branches, que ce soit par le recours à une symbolique forte, une politisation assumée du message, le recours au bruitisme, la recherche de l'extrême, la mise en valeur du rythme, ou encore une utilisation particulière de l'électronique.
- Bruitisme : sans doute le terme le plus chargé d'histoire, puisque lié aux thèses développés dans le manifeste L'Art des bruits (1913) du futuriste italien Luigi Russolo (1885-1947). Il fut remis au premier plan de la scène musicale industrielle et popularisé au début des années 1980 par Vivenza qui en fit réémerger les fondements théoriques et pratiques ou encore le projet français Brume. Le terme a été largement réutilisé ensuite jusqu'à devenir un genre à part entière (souvent simplement qualifié de noise, soit « bruit », en anglais) par de nombreux groupes, formations ou critiques musicaux.
- EBM : cette musique dansante et minimaliste inaugurée par Front 242 au début des années 1980 constitue un chaînon manquant entre les pionniers de l'industriel et les débuts de la techno. Par la suite, le son de l'EBM évolue pour se rapprocher selon les groupes de la techno minimaliste et de l'IDM, se rapprocher de l'électro-industriel et de la musique gothique avec la dark wave, ou bien tendre vers la new wave.
- Électro-industriel : au cours des années 1980, le son industriel se structure et s'adoucit pour donner naissance à ce courant, une musique plus dansante qui n'hypothèque pas pour autant ses idéaux et sait préserver une démarche radicale. Front Line Assembly, Skinny Puppy et Abortive Gasp en sont les groupes emblématiques.
- Power electronics : variante bruitiste de la musique industrielle initiée par des groupes comme Whitehouse, Sutcliffe Jügend ou Blackhouse. Né au début des années 1980, ce genre eu une grande influence sur la noise japonaise et sur des groupes européens comme Propergol ou Anenzephalia.
- Harsh noise : ce courant s'intéresse au bruit en tant que tel, cherchant à prendre à contre-pied la conception esthétique commune de la musique comme agréable à l'oreille. Hautement expérimentaux, des projets d'avant-garde comme Dissecting Table, Whitehouse ou Merzbow ont eu une influence dépassant les limites de ce genre.
- Dark ambient : Ce proche parent de l'indus de la première époque et de la noise est une musique proche de l'ambient de par son absence de rythme, son recours à des nappes, des sons d'ambience d'origine naturelle.
- Néofolk : ce genre est issu de la volonté d'une poignée d'artistes tels que Current 93, Sol Invictus ou Death in June, issus de la scène post-industrielle, de créer une nouvelle musique folk européenne. Très influencé sur le plan du son par le mouvement folk anglo-saxon, ce courant s'intéresse à la culture et l'histoire de l'Europe, mêlant des thèmes tant paganistes que romantiques ou occultes.
- Death industriel : ce genre proche parent tant du power electronics que du death metal se caractérise par une musique pesante, proche du bruitisme, aux ambiances apocalyptiques et aux thématiques similaires à celles du death metal.
- Rock industriel et metal industriel : apparu dans le cadre des premières tentatives bruitistes de la scène no wave, le rock industriel des Swans, de Nox, de Cage Apotheek, ou de Fœtus applique une démarche industrielle et bruitiste à une sensibilité proche du punk. Cette approche se voit déclinée sous l'angle du heavy metal par Ministry, Godflesh, KMFDM, Nine Inch Nails, Die Krupps, Caspar Brötzmann-Massaker, The Young Gods, Treponem Pal, Cop Shoot Cop, Pig, ou Genitorturers avec sa théâtralité SM pour obtenir un rock particulièrement percutant.
- Black metal industriel : sous-courant extrême du heavy metal, associant black metal, bruitages, samples et percussions électroniques typiques de la techno hardcore, autour de thématiques et imageries liées au satanisme et aux drogues dures. Parmi les plus emblématiques, on citera les pionniers norvégiens de Mysticum (avec leur premier album In the Streams of Inferno paru en 1996), les italiens d'Aborym et les français de Blacklodge.
- Power noise, techno-indus ou rhythmic noise : ces appellations désignent une hybridation bruitiste de la techno hardcore apparue au cours des années 1990. Il s'agit d'une variante purement rythmique de l'industriel, parfois très dansante, toujours puissante, représentée par des groupes tels que Savak, P°A°L, Noisex ou Winterkälte.
- Hip-hop industriel : apparu dans les années 1980, genre de hip hop expérimental, très dissonant avec des voix plus agressives que la normale des autres styles de hip hop, et souvent crié en plus du rappé.

### Webzines
- Brokendolls.org, webzine dark-ambient/indus francophone
- Industrial.org
- Verdammnis, webzine français orienté indus/electro dark